# 南吉田站

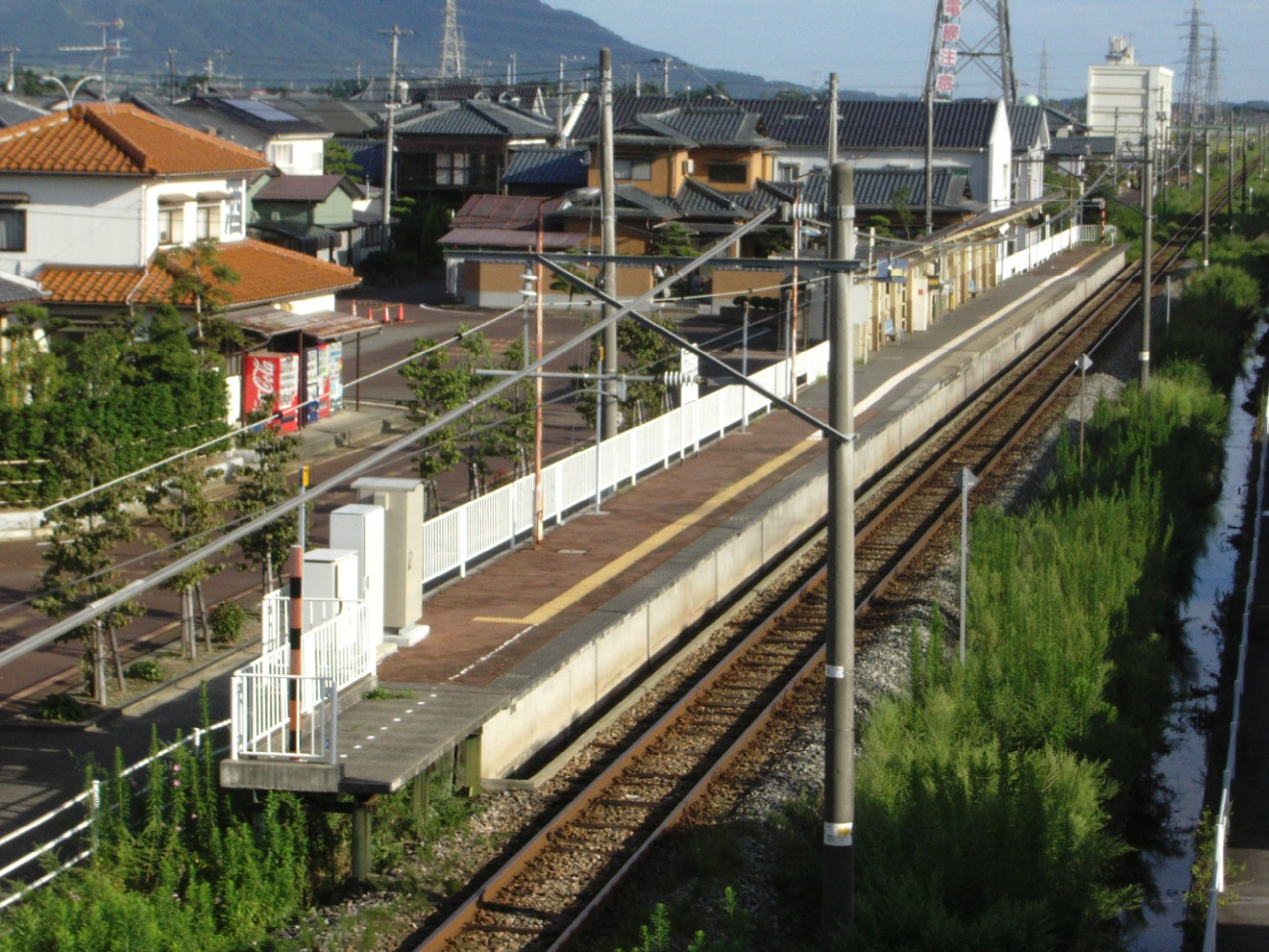
月台

南吉田站（日语：／ Minami-Yoshida eki */?）是位於新潟縣燕市吉田西太田592番，東日本旅客鐵道（JR東日本）的越後線車站。

## 歷史
- 1965年（昭和40年）6月10日：國鐵越後線車站啟用（旅客車站）[1]。
- 1987年（昭和62年）4月1日：伴隨國鐵分割民營化，車站由東日本旅客鐵道（JR東日本）營運。

## 車站構造
車站是一座地面車站，設有1面1線的單式月台。
此站是由燕三條站管理的無人車站。在月台是位於路軌東邊。車站大樓內只有候車室的功能。在車站內曾經設有1座簡易式自動售票機，現時已經轉換為自動整理券發票機。此站設有廁所。
曾經在站前設有商店，在商店委托發售乘車票。

## 車站周邊
此站周邊為住宅區，在遠處為大型稻田。在車站東邊的吉田西太田地內（從車站步行15分鐘）設有燕市的政府機構建築物。

### 車站前（東邊）
- 米利（日语：コメリ）家居中心 吉田店
- 魚六（日语：ウオロク） 吉田店
- 國道116號（日语：国道116号）
- 燕市政廳
- 燕警署（日语：燕警察署）

### 車站後方（西邊）
- 燕市吉田淨水廠[1]
- 大戶企業團地
- 西川（日语：西川 (越後平野)）

## 巴士路線
此站周邊設有社區巴士（「燕號」和「彌彥號」）的巴士站。該巴士站不是在站前廣場內，而是在車站東北方約10分鐘步行距離，於魚六吉田店南邊的「吉田西太田」上。

## 相鄰車站
東日本旅客鐵道（JR東日本）
■越後線
粟生津－南吉田－吉田

## 注腳
1. 1 2 3 4 5 6 7 8 9 10  . 週刊朝日百科. 21号 新潟駅・弥彦駅・津南駅ほか. 朝日新聞出版. 2012-12-30: 21 （日语）.
2. ↑  . 燕市.   [2019-12-30]. （原始内容存档于2020-12-06） （日语）.

## 外部連結
- 車站資訊（南吉田）：東日本旅客鐵道（日語）